# 豚のレバーは加熱しろ
『豚のレバーは加熱しろ』（ぶたのレバーはかねつしろ）は、逆井卓馬による日本のライトノベル。略称は「豚レバ」。イラストは遠坂あさぎ。第26回電撃小説大賞《金賞》受賞。2020年3月から2024年3月まで電撃文庫（KADOKAWA）より刊行された。2022年12月時点でシリーズ累計部数は25万部を突破している。
メディアミックスとして、みなみによるコミカライズが『電撃マオウ』（同）にて2022年10月号より連載されている。また、2023年10月から2024年2月までテレビアニメが放送された。

## あらすじ
日本人の主人公は、豚のレバーを食べて意識を失ってしまう。目が覚めると豚小屋にいて、なぜか豚の姿に転生していた。そこに現れた女の子・ジェスは、キルトリン家に仕える「イェスマ」と呼ばれる特殊な種族であり、他人の心の声が分かる異能力を持っていた。
イェスマは16歳になると仕えている家を出て、王都へ身を捧げに旅に出なければならないという決まりがあった。しかし、イェスマの遺骸は金になるため、旅の道中にイェスマを殺害しようとする「イェスマ狩り」が横行していた。
ジェスに情が移ってしまった主人公（豚）は、彼女を守るため「シャビロン」と呼ばれる護衛となり、2人で冒険へと旅立つ。やがて、2人は「イェスマに隠された謎」を解き明かしていくことになる。
その後、バップサスの村の宿屋で働くイェスマの少女・セレスと出会う。彼女が慕っている狩人ノットは、かつて想いを寄せていたイェスマを亡くしており、ジェスの王都行きを見届けるべく同行することになる。

## 登場人物
担当声優は特筆ない限りはテレビアニメ版での配役。

### 主要人物
豚（ぶた） / ロリポ
声 - 松岡禎丞 / 渋谷慧（2021年ボイスドラマ）
本作の主人公。19歳。日本人の大学生で、理系のオタク。豚の生レバーを食べ、駅のホームで意識を失った。目が覚めると豚小屋にいた。自身曰く、眼鏡ヒョロガリクソ童貞。元の姿に戻ることを考えながらもジェスと出会ったことで、彼女の王都への旅路に同行し、ジェスを守ることを誓うシャビロンとなる。ジェスへの想いは真摯であり、ノットと知り合った後は彼に対し王都までのジェスの護衛にと頼み込んだ。
ジェスを王都に送り届けた後に日本に帰還し、異世界メステリアでの体験を夢と思いつつもヒョロガリポーク名義でweb小説『豚のレバーは加熱しろ』と題して投稿したところ、オフ会で出会った読者よりその後のメステリアが内乱状態になっていることを伝えられ、ジェスと再会するために再度メステリアへ向かうことを決意し、再び豚として転生することになる。日本人仲間からはヒョロガリポークを略して「ロリポーク」もしくは「ロリポ」と呼ばれる。
ジェス
声 - 楠木ともり / 市ノ瀬加那（2021年ボイスドラマ）
本作のヒロイン。16歳。キルトリの街のキルトリン家に仕えるイェスマ（人の心を読み取れるという種族で世間からは嫌われ、過酷な宿命を背負わされている）。豚になった主人公を助けてお世話をする。なお、ちょっとだけSっ気があるが豚のもはや、垂れ流しといえる妄想を受け止めるなど、ほぼ優しいとも言える。王都への旅を控え、独りで行くのは怖いから誰か助けてくれる人と出会わせて欲しいという願いを密かに祈っていた。

### 準主要人物
ノット
声 - 伊東健人
豚とジェスがバップサスの村で出会った狩人。イケメンの青年。ぶっきらぼうな態度だが、根は真面目。世間から嫌われているイェスマの存在を肯定している。かつてイースというイェスマに恋していたが、彼女はイェスマ狩りに殺され、取り戻した彼女の骨を双剣の束に入れている。また、ヘックリポンを目の敵にしており、見かけたら殺すと決めている。
ロッシ
声 - 高橋伸也
ノットの相棒の大型犬。性別はオスで、オオカミのような風貌。戦闘ではノットを補佐しながら機敏に行動し、敵にも臆さない。ジェスの生脚の臭いが好きという一面も持つ。
セレス
声 - 富田美憂
バップサスの村の宿屋で働く少女。13歳。引っ込み思案。ジェスと同じイェスマで、豚の正体が人間であることに気づく。ノットに対して恋心を抱いており、彼がジェス達と王都に行って欲しくないと思っている。

### 王族
イーヴィス　
声 - 土師孝也
メステリアの王。白髪の老人で、最高の魔法使いとされる。王都に辿り着いた豚やジェス達と面会し、「豚を人間に戻して欲しい」というジェスの願いを聞き入れる。
ヴィース
声 - 井上喜久子
シュラヴィスの母親。美しい女性で、ジェスの教育係を務める。
シュラヴィス
イーヴィスの孫。イーヴィスはジェスを彼に嫁がせようと目論む。

### その他のメステリア人
キリンス
声 - 相馬康一
キルトリの街にあるキリンス宝石店の店主。ジェスとは顔見知りで、リスタの売買のやりとりをしている。後にジェスから豚を買い取り、祭りの出し物として利用しようとする。
ブレース
声 - 能登麻美子
賊に捕まっていた所を助けられたイェスマ。リュボリの墓守エス家に仕えていた。既に深い傷を負っており、自分の死期を悟り、ジェス達がイェスマ狩りに襲われた際に自ら身代わりとなって死亡する。当人は巨乳だが豚のいた世界では「胸が小さいほうが好かれるのか」と興味を持っていた。
イース
声 - 早見沙織
5年前、バップサスの村の修道院に匿われていたイェスマ。しかし、後に修道院が放火されてイェスマ狩りに捕まり、殺害された。後にノットは彼女の首輪と骨を取り返している。

### 日本人
主人公の魂がメステリアの豚に転移した影響で、主人公が倒れた駅の付近でガリ勉気質の眼鏡オタクが意識を失うと、メステリアの豚に魂が転移する現象が起きており、主人公以外にも複数の者がメステリアを訪れている。
黒豚 / サノン
声 - 杉田智和
30過ぎの機械系エンジニア。小さい女の子が登場するアニメを好む変態眼鏡オタク。主人公のweb小説を読んでメステリアでの実話だと気付き、同様の経験を持つ転移者2人と共に主人公に接触する。メステリアではセレスと縁があり、再度黒豚に転生した際は主人公と共にセレスのもとに現れた。
猪 / ケント
声 - 島﨑信長
名門私立男子高校に通う真面目な眼鏡オタク。正式なハンドルネームは“†終焉に舞う暗黒の騎士†keNto”。主人公やサノンとは別の場所に転移した。
ひろぽん
声 - 種﨑敦美
姫っぽい眼鏡オタクの女子医大生。問題の駅のそばに建つ大病院の院長の娘で、長期間意識を失っていた者たちを再検査するという名目で他の3人を病室に集め、スタンガンで意識不明にすることで再度の転移を実行した。自分自身は転移には参加しないが、日本に残された身体の面倒を見るという意味で計画の要の一人。

## 用語

### 世界観
メステリア
本作の舞台となる世界。1日は24時間で、通貨の単位は「ゴルト」。「イェスマ」と呼ばれる種族が存在する。ヴァティスという祖によって建てられた王朝が全土を治める。100年以上前は魔法使いが争う暗黒時代だった。ただし、現在では暗黒時代以前の記録はほとんど残っていない。今では魔法使いの血筋は王の家系のみとされている。ジェスの住んでいる街、キルトリはメステリアの南に、王都は中央に位置する。
リスタ
メステリアで使われている六角柱のような形状の結晶体。内部には魔法の力が込められ、魔法使いが流通させている。ランタンを光らせたり、物を動かす電池のような代物。色は赤、黄、緑、青、黒の五種類が存在する。黒は祈祷用で、イェスマにしか扱えず、例として病気や怪我の治療等に使用される。

### 種族・生物
イェスマ
小間使いの種族。首に付けた銀の首輪と、他人の心を読み取れるという能力が特徴。イェスマは女性のみで、男性は存在しない。8歳頃に小間使いとして訓練された状態で王朝により売りに出され、貴族や金持ちなどが買い、使用人として働く。そして16歳になると仕えている家を出て王都へ身を捧げに旅に出なければならない（しかし、道中でイェスマ狩りに遭い死ぬ者も少なくない）。また、メステリアの法律ではイェスマが乗り物に乗ること、そして姦淫の二つが禁止されており、破ると死罪となる。
ヘックリポン
体高2mほどの動物。細長い四肢に長い首を持ち、体を揺らす習性がある。メステリアではありふれた動物で、他の動物を襲うことはない。暗黒時代後に出現し始めた。地域によりヘックリポンは幸せをもたらす、不幸をもたらすなどのそれぞれ違った言い伝えがある。その実は魔法使いによって創られた生物。

### イェスマ関連
銀の首輪
イェスマが付けている銀色の首輪。中には高濃度の魔力が込められ高価で売れるが、イェスマの首を切らないと外すことはできない。尤も(もっとも)、外された後は魔力を放出しながら自壊してしまう。だが、イェスマに慕われる者が管理をすると輝きを失わず、「銀の紋章」として飾ることも可能。それが飾ってある旅籠などはイェスマの保護者の証となり、イェスマに危害を加えようとする者が近づくと首輪が黒ずんで風解する。また、首輪の真贋(しんがん)はイェスマ自身が見れば判断可能である。
イェスマ狩り
イェスマを襲い、殺すことを目的とする野蛮な集団。銀の首輪は勿論、イェスマ自体の体も骨などが安くない値段で売れるため、王都への旅中のイェスマが狙われることが多い。
シャビロン
王都に向かうイェスマに同行する勇敢な同行者の呼び名。王都に到着後はイェスマと共に姿を消す、と言われている。

## 既刊一覧

### 小説
- 逆井卓馬（著）・遠坂あさぎ（イラスト）、KADOKAWA〈電撃文庫〉、全9巻
  - 『豚のレバーは加熱しろ』、2020年3月10日初版発行（同日発売[11]）、ISBN 978-4-04-913013-3
  - 『豚のレバーは加熱しろ（2回目）』、2020年8月7日初版発行（同日発売[12]）、ISBN 978-4-04-913217-5
  - 『豚のレバーは加熱しろ（3回目）』、2020年12月10日初版発行（同日発売[13]）、ISBN 978-4-04-913455-1
  - 『豚のレバーは加熱しろ（4回目）』、2021年5月8日初版発行（同日発売[14]）、ISBN 978-4-04-913835-1
  - 『豚のレバーは加熱しろ（5回目）』、2021年10月8日初版発行（同日発売[15]）、ISBN 978-4-04-914045-3
  - 『豚のレバーは加熱しろ（6回目）』、2022年5月10日初版発行（同日発売[16]）、ISBN 978-4-04-914351-5
  - 『豚のレバーは加熱しろ（7回目）』、2022年12月9日初版発行（同日発売[17]）、ISBN 978-4-04-914749-0
  - 『豚のレバーは加熱しろ（8回目）』、2023年10月6日発売[18]、ISBN 978-4-04-915080-3
  - 『豚のレバーは加熱しろ（n回目）』、2024年3月8日発売[19]、ISBN 978-4-04-915438-2

### 漫画
- 逆井卓馬（原作）・みなみ（漫画）・遠坂あさぎ（キャラクター原案） 『豚のレバーは加熱しろ』 KADOKAWA〈電撃コミックスNEXT〉、既刊7巻（2024年10月25日現在）
  1. 2021年2月27日発売[20]、ISBN 978-4-04-913657-9
  2. 2021年9月27日発売[21]、ISBN 978-4-04-913982-2
  3. 2022年7月27日発売[22]、ISBN 978-4-04-914318-8
  4. 2023年2月27日発売[23]、ISBN 978-4-04-914883-1
  5. 2023年9月26日発売[24]、ISBN 978-4-04-915254-8
  6. 2024年4月26日発売[25]、ISBN 978-4-04-915744-4
  7. 2024年10月25日発売[26]、ISBN 978-4-04-916080-2

## 関連企画
YouTubeの公式電撃文庫チャンネルにおいて、PV及び8話分のボイスドラマが公開された。以下は公開タイトルと配信開始日。
PV
1. 松岡禎丞×楠木ともり『豚のレバーは加熱しろ』PV【電撃小説大賞《金賞》】[27]（2020年3月9日）
2. 『豚のレバーは加熱しろ』（朗読／釘宮理恵）【電撃文庫朗読してみた】[28]（2020年12月7日）

ボイスドラマ
1. 【電撃文庫ボイスドラマ】『豚のレバーは加熱しろ』第1話[29]（2021年10月22日）
2. 【電撃文庫ボイスドラマ】『豚のレバーは加熱しろ』第2話[30]（2021年10月29日）
3. 【電撃文庫ボイスドラマ】『豚のレバーは加熱しろ』第3話[31]（2021年11月5日）
4. 【電撃文庫ボイスドラマ】『豚のレバーは加熱しろ』第4話[32]（2021年11月12日）
5. 【電撃文庫ボイスドラマ】『豚のレバーは加熱しろ』第5話[33]（2021年11月19日）
6. 【電撃文庫ボイスドラマ】『豚のレバーは加熱しろ』第6話[34]（2021年11月26日）
7. 【電撃文庫ボイスドラマ】『豚のレバーは加熱しろ』第7話[35]（2021年12月3日）
8. 【電撃文庫ボイスドラマ】『豚のレバーは加熱しろ』第8話[36]（2021年12月10日）

## テレビアニメ
2021年12月に開催されたオンラインイベント「電撃文庫 冬の祭典オンライン2021」にてテレビアニメ化が発表され、2023年10月から2024年2月までBS11、TOKYO MXほかにて放送された。第12話は第9話の放送延期に伴う番組編成の都合により、2024年2月6日以降に放送・配信された。原作1巻のアニメ化。

### スタッフ
- 原作 - 逆井卓馬[9]
- 監督 - 高橋雅之[38]
- シリーズ構成 - 赤尾でこ[38]
- キャラクターデザイン - 渡辺奏[38]
- サブキャラクターデザイン - 倉橋N濘
- プロップデザイン - ヒラタリョウ
- 色彩設計 - 吉里修耶
- 美術設定・美術監督 - 中村嘉博
- CGディレクター・2D - 濱村敏郎
- 撮影監督 - 杉山大樹
- 編集 - 丹彩子
- 音響監督 - 立石弥生
- 音楽 - 末廣健一郎、MAYUKO[38]
- 音楽制作 - アニプレックス
- 音楽プロデューサー - 山内真治
- チーフプロデューサー - 三宅将典
- プロデューサー - 神宮司学、深田有紀、阿南浩志、大和田智之
- アニメーションプロデューサー - 糀谷智司
- アニメーション制作 - project No.9[38]
- 製作 - アニプレックス、KADOKAWA、BS11

### 主題歌
「私が笑う理由は」
ASCAによるオープニングテーマ。作詞はASCA、作曲・編曲は古川貴浩。
「ひとりじゃないよ」
Myukによるエンディングテーマ。作詞はMyuk、作曲は山口寛雄、編曲は大久保友裕。

### 各話リスト
| 話数   | サブタイトル                       | 脚本     | 絵コンテ          | 演出              | 作画監督 | 総作画監督               | 初放送日       |
| ------ | ---------------------------------- | -------- | ----------------- | ----------------- | --- | ------------------------ | -------------- |
| 第1話  | オタクは美少女に豚扱いされると喜ぶ | 赤尾でこ | 高橋雅之          | 田中健太郎        | 森出剛 猪爪多恵 無錫極速蝸牛動畫 グレーン Studio EverGreen | 渡辺奏 猪爪多恵          | 2023年 10月8日 |
| 第2話  | 豚もおだてりゃダンスする           | 金子祐介 | 信田ユウ          | 加藤顕            | 森出剛 猪爪多恵 王寛 無錫極速蝸牛動畫 スタジオグラム 24FPS Studio EverGreen Studio PAPER CRANES | 渡辺奏 猪爪多恵 小川エリ | 10月15日       |
| 第3話  | 推しにガチ恋してはならない         | 金子祐介 | 大石美絵          | 白石道太          | 森出剛 村上依理奈 高瀬ゆり子 簡延軒 Yoon Seo-hee Jang han-byeol 徐晨寅 梁家園 王寛 刘文慧 Studio EverGreen 24FPS 無錫極速蝸牛動畫                                                                                                  | 猪爪多恵 森山剛史        | 10月22日       |
| 第4話  | 豚の乗り方には注意しろ             | 赤尾でこ | 熊野千尋          | 福元しんいち      | 李相民 森出剛 エル1995 松井京介 沈玥 無錫極速蝸牛動畫 Studio EverGreen 光の園・アニメーション 唐军跌 魏丽娟 李鑫源 | 渡辺奏 猪爪多恵 李相民   | 10月29日       |
| 第5話  | イケメンは十中八九ゲス野郎         | 赤尾でこ | 高橋雅之          | 林映辰            | 森出剛 エル1995 松井京介 簡延軒 閔賢叔 權勇相 安孝貞 覃启若 叶昌 欧文莹侠 唐军跌 魏丽娟 李鑫源 無錫極速蝸牛動畫 光の園・アニメーション                                                                                             | 渡辺奏 猪爪多恵 李相民   | 11月5日        |
| 第6話  | 想いは素直に叫ぶべし               | 金子祐介 | 齋藤徳明          | 小島隆史 内堀雅人 | Studio PAPER CRANES 王寛 呉存 凯驰 汤夏 劉文慧 | 小川エリ 猪爪多恵        | 11月12日       |
| 第7話  | 一つとして同じ花はない             | 金子祐介 | 大石康之          | 伊藤真司          | グレーン | 渡辺奏 小川エリ          | 11月19日       |
| 第8話  | 人の祈りを笑うな                   | 赤尾でこ | 齋藤徳明          | 佐藤公弘          | 森出剛 簡延軒 唐军跌 魏丽娟 李鑫源 無錫極速蝸牛動畫 Studio EverGreen グレーン CJT スタジオグラム | 李相民                   | 11月26日       |
| 第9話  | 生きてその土を踏みにいけ           | 金子祐介 | 羽迫凱            | 高橋雅之          | 森出剛 叶昌 周俊杰 覃启若 欧文莹侠 エル1995 东：范冬冬 孙继伟 魏旭龙 AIPC258 貓先森 巴中小種 欠欠 蔣航岑 劉華睿 普平源 周玄 刘军 TENG TENG 明光 慧敏 吳成彬 丘 無錫極速蝸牛動畫 グレーン 育松アニメーション Studio EverGreen 24FPS | 李相民                   | 12月10日       |
| 第10話 | 決まりには必ず理由がある           | 金子祐介 | 高橋雅之          | 高橋雅之          | 森出剛 葛玲 徐延文 刘剑 王寛 呉存 李傑 スタジオグラム グレーン 育松アニメーション | 渡辺奏 李相民            | 12月17日       |
| 第11話 | ご褒美はここぞというときに         | 赤尾でこ | 高橋雅之          | 高橋雅之          | 森出剛 鑫月 明光 慧敏 星野光 蕭偉呈 普平原 周玄 胡根 东：范冬冬 孙继伟 魏旭龙 鳥尾 廖敏惠 蔣航岑 杭州神在动画 育松アニメーション 無錫極速蝸牛動畫 Studio EverGreen                                                                 | 渡辺奏 李相民            | 12月24日       |
| 第12話 | 豚のレバーは加熱しろ               | 赤尾でこ | 高橋雅之 熊野千尋 | 高橋雅之          | Studio EverGreen スタジオグラム 24FPS 徐延文 刘剑 陳如水 居朝剛 丘 | 渡辺奏 猪爪多恵 李相民   | 2024年 2月6日  |

### 放送局
| 放送期間                  | 放送時間                     | 放送局       | 対象地域   | 備考                                 |
| ------------------------- | ---------------------------- | ------------ | ---------- | ------------------------------------ |
| 2023年10月8日 - 12月24日  | 日曜 0:30 - 1:00（土曜深夜） | TOKYO MX     | 東京都     |                                      |
|                           |                              | とちぎテレビ | 栃木県     |                                      |
|                           |                              | 群馬テレビ   | 群馬県     |                                      |
|                           |                              | BS11         | 日本全域   | 製作局 / BS放送 / 『ANIME+』枠       |
| 2023年10月10日 - 12月26日 | 火曜 2:59 - 3:29（月曜深夜） | 読売テレビ   | 近畿広域圏 | 『MANPA』第3部                       |
|                           | 火曜 21:00 - 21:30           | AT-X         | 日本全域   | CS放送 / 字幕放送 / リピート放送あり |
| 2023年10月12日 - 12月28日 | 木曜 2:07 - 2:39（水曜深夜） | CBCテレビ    | 中京広域圏 |                                      |

| 放送期間      | 放送時間                     | 放送局       | 対象地域   | 備考                           |
| ------------- | ---------------------------- | ------------ | ---------- | ------------------------------ |
| 2024年2月6日  | 火曜 1:30 - 2:00（月曜深夜） | BS11         | 日本全域   | 製作局 / BS放送 / 『ANIME+』枠 |
|               | 火曜 1:35 - 2:05（月曜深夜） | TOKYO MX     | 東京都     |                                |
|               |                              | とちぎテレビ | 栃木県     |                                |
|               | 火曜 2:59 - 3:29（月曜深夜） | 読売テレビ   | 近畿広域圏 |                                |
| 2024年2月7日  | 水曜 1:00 - 1:30（火曜深夜） | 群馬テレビ   | 群馬県     |                                |
|               | 火曜 23:00 - 23:30           | AT-X         | 日本全域   | CS放送 / リピート放送あり      |
| 2024年2月11日 | 日曜 3:09 - 3:39（土曜深夜） | CBCテレビ    | 中京広域圏 |                                |

| 配信開始日     | 配信時間                           | 配信サイト |
| -------------- | ---------------------------------- | --- |
| 2023年10月8日  | 日曜 0:30（土曜深夜） 更新         | dアニメストア ABEMA |
| 2023年10月13日 | 金曜 0:30（木曜深夜） 以降順次更新 | niconico Lemino FOD バンダイチャンネル Hulu TELASA J:COMオンデマンドメガパック milplus U-NEXT アニメ放題 Amazon DMM TV music.jp ビデオマーケット HAPPY!動画 クランクイン!ビデオ ムービーフルplus |

### BD / DVD
| 巻 | 発売日         | 収録話          | 規格品番      | 規格品番      |
| 巻 | 発売日         | 収録話          | BD            | DVD           |
| -- | -------------- | --------------- | ------------- | ------------- |
| 1  | 2023年12月20日 | 第1話 - 第2話   | ANZX-16111/2  | ANZB-16111/2  |
| 2  | 2024年1月31日  | 第3話 - 第4話   | ANZX-16113/4  | ANZB-16113/4  |
| 3  | 2024年2月28日  | 第5話 - 第6話   | ANZX-16115/6  | ANZB-16115/6  |
| 4  | 2024年3月27日  | 第7話 - 第8話   | ANZX-16117/8  | ANZB-16117/8  |
| 5  | 2024年4月24日  | 第9話 - 第10話  | ANZX-16119/20 | ANZB-16119/20 |
| 6  | 2024年5月29日  | 第11話 - 第12話 | ANZX-16121/2  | ANZB-16121/2  |

### Webラジオ
豚役の松岡禎丞とジェス役の楠木ともりによるWebラジオ『豚のラジオは加熱しろ』が、2023年10月13日から2024年2月16日まで隔週金曜日に音泉及びYoutubeアニプレックスチャンネルより配信されていた。富田美憂、伊東健人がゲストとして出演した。全8回。

## コラボレーション企画

### 野郎ラーメン
- 『青春豚(ブタ)レバ野郎ラーメン』（2023年12月9日 - 2024年1月31日）[50]

『青春ブタ野郎はランドセルガールの夢を見ない』と『野郎ラーメン』とのトリプルコラボレーション企画。野郎ラーメン秋葉原総本店と野郎ラーメン名古屋栄本店にて開催。